# Aliñá
Aliñá o Alinyà es una localidad española del municipio leridano de Fígols y Aliñá, en la comunidad autónoma de Cataluña.

## Historia
A mediados del siglo XIX, el lugar, por entonces con ayuntamiento propio, tenía contabilizada una población de 142 habitantes. La localidad aparece descrita en el segundo volumen del Diccionario geográfico-estadístico-histórico de España y sus posesiones de Ultramar de Pascual Madoz de la siguiente manera: 

ALIÑA: I. con ayunt. de la prov. de Lérida (18 leg.), adm. de rent. de Cervera (6), part. jud. y dióc. de Seo de Urgel (6), oficialato mayor, aud. terr. y c. g. de Cataluña (Barcelona 18 1/2): sit. a la márg. izq. del r. Segre, entre una montaña que se eleva por la parte del O. llamada Serra-Seca, cuya escabrosidad sirvió de guarida á los partidarios de D. Carlos durante la última guerra civil; la combaten principalmente y con toda violencia los aires del N., por lo cual su clima es frio, pero muy saludable. Tiene 30 casas en 2 grupos que separa entre si un riach. del mismo nombre del pueblo; una igl. parr. dedicada á San Esteban, servida por un cura, cuya plaza de primer ascenso y de la clase de rectorías provée S. M. ó el diocesano, segun los meses en que vaca. En la cima de un peñasco casi inaccesible hay una ermita bajo la advocacion de San Pons, cuyo pequeño edificio ha sustituido al ant. cast. del mismo nombre. Confina el térm. por N. y E. con los de Figals y Lavansa, por S. con el de Cambrils, y por O. con el de Perles de esta jurisd., y á dist. de 1/8 hora se encuentra la ald. de Alsina (V.). El terreno es muy áspero y quebrado, pero fértil y productivo, calculándose su rendimiento en un 5 por 1 en la parte destinada á cultivo: puéblanle dilatados y espesos bosques de pinos, robles y otros árboles silvestres, que proporcionan abundancia de maderas para construccion, y leña para combustible; tambien hay muchos y sabrosos pastos con los cuales se sostiene toda clase de ganado. prod.: centeno, cebada, patatas, legumbres y verduras: cria ganado vacuno, mular, caballar, de cerda, lanar y cabrío; y abundante caza en la espesura de sus bosques y montaña: pobl.: 24 vec.; 142 alm.: cap. imp.: 24,811 rs. No puede marcarse de una manera fija el cupo de sus contr. por depender con varias alternativas de la adm. de Cervera. Celebra este pueblo en 1.º de mayo la festividad de sus patronos San Felipe y San Jaime.
(Madoz, 1845, p. 11)

## Demografía
| Gráfica de evolución demográfica de Aliñá entre 1842 y 1970 |
| |
| Población de derecho según los censos de población del INE Población de hecho según los censos de población del INEEntre el censo de 1857 y el anterior, crece el término del municipio porque incorpora a 255286 (Perles) Entre el censo de 1981 y el anterior, este municipio desaparece porque se agrupa en el municipio 25908 (Fígols y Aliñá) |

El municipio de Aliñá desapareció en 1972, al fusionarse con el de Figols de Orgañá para dar lugar al nuevo término municipal de Figols y Aliñá. En 2022, la entidad singular de población tenía empadronados 51 habitantes y el núcleo de población 14 habitantes.

## Patrimonio
En el lugar hay una iglesia bajo la advocación de San Esteban.